# Jefferson Tabinas
Jefferson Tabinas (7 d'agost de 1998) és un futbolista filipí. Comença la seua carrera professional al Kawasaki Frontale el 2017. Ha jugat als clubs FC Gifu i Gamba Osaka. Va debutar amb la selecció de les Filipines el 2021. Va disputar 3 partits amb la selecció de les Filipines sense aconseguir ficar cap gol.